# Gorges du Toudra
Les gorges du Toudra (arabe : مضايق تدغة, tamazight : ⵜⵉⵣⵉ ⵏ ⵜⵓⴷⵖⴰ) sont situées dans le Haut Atlas marocain.
Elles sont très fréquentées par les grimpeurs pour leurs parois pouvant atteindre 300 mètres. Ces parois sont bien équipées, bien que certaines restent encore vierges.

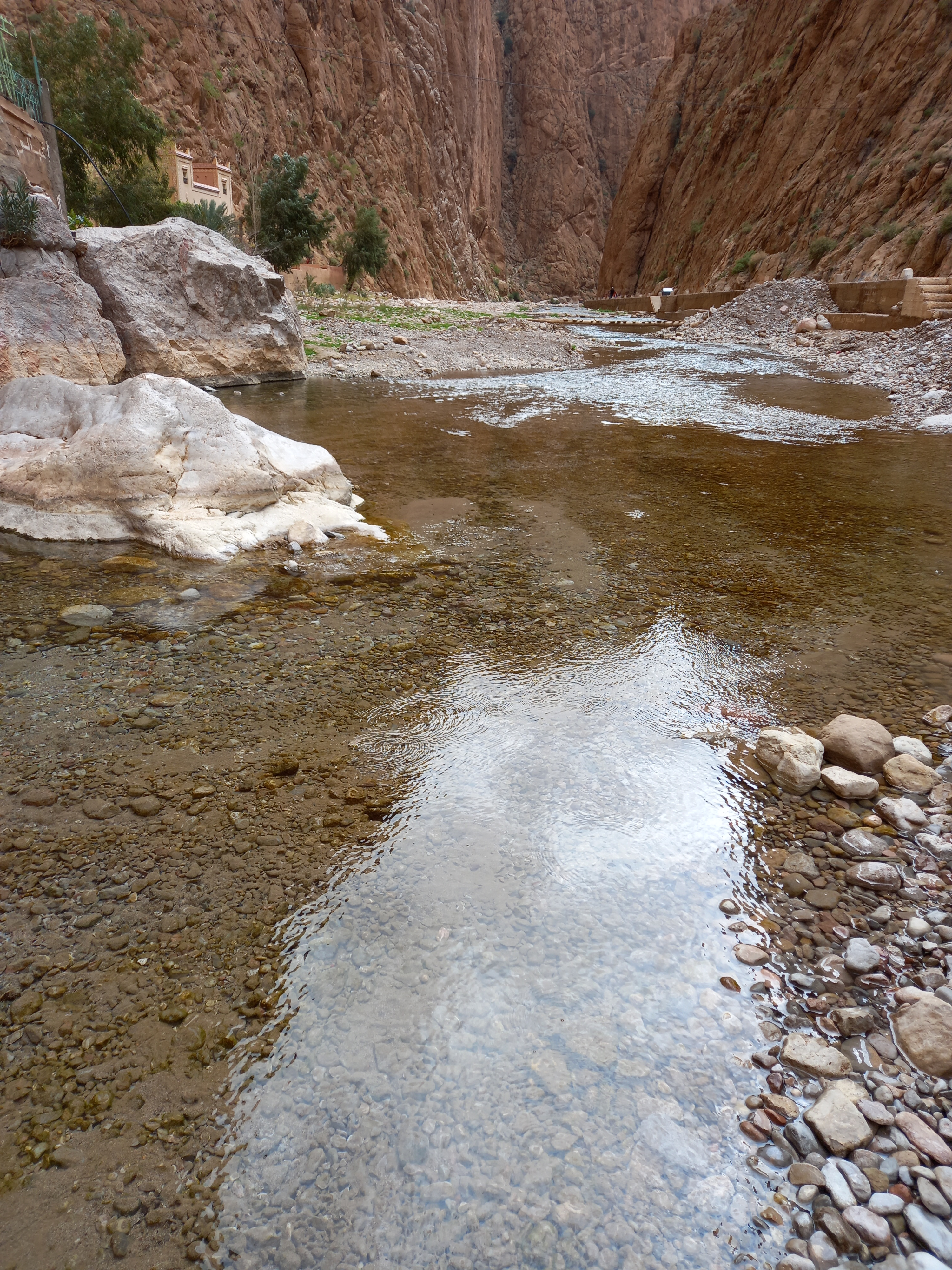
Les gorges de Toudra.